# 過海隧道巴士N122線
過海隧道巴士N122線，是香港的一條通宵巴士線，由美孚來往筲箕灣，由城巴及九巴營運，於102及112收車後服務。

## 歷史
- 1975年12月17日：投入服務，編號為122，由中巴及九巴經營，來往北角（百福道）及蘇屋。初時沿線不設固定巴士站，乘客可在沿線非禁區的道路上下車，直至1980年代末，沿線才正式設立巴士站。
- 1976年4月1日：本線乘客可在海底隧道收費廣場免費轉乘121線（現稱N121），方便乘客來往紅磡、土瓜灣、東九龍、灣仔及中環等地區，當時的轉乘方式是於紅磡海底隧道收費廣場設立轉車區，以供本線及N121的乘客互相轉乘，以區分轉車乘客及於紅磡海底隧道收費廣場支付車資上車的乘客，而且本路線的行車時間表會特別遷就這種轉車方式。
- 1981年9月5日：配合興建地鐵（現稱港鐵）港島綫的交通管理措施，遷往北角（馬寶道）。
- 1981年11月12日：總站遷往北角碼頭。
- 1989年6月5日：延長至美孚。
- 1996年5月1日：配合重組通宵路線編號，改稱N122。
- 1996年8月1日：改為全空調服務。
- 1998年9月1日：中華巴士專營權結束，改由九巴及新巴合營。
- 2007年4月2日：延長至筲箕灣，並提早頭車及延長尾車時間，以取代N102的服務。由於原有本路線與N121的免費轉乘方式令巴士車長難以分辨真正轉車乘客，而且於特別節日凌晨，由於紅磡海底隧道收費廣場人流相當多，該項免費轉乘服務需要暫停，對真正的轉車乘客造成不便，因此轉乘措施改為採用八達通提供，以解決轉車混亂問題。
- 2016年3月28日：九巴班次增設到站時間預報。
- 2018年5月28日：新巴班次增設實時抵站時間查詢服務。
- 2023年7月1日：因應新巴城巴合併，本線改由九巴及城巴聯合經營。

## 服務時間（詳細班次）
| 每日筲箕灣開 | 每日筲箕灣開 | 每日筲箕灣開 | 每日筲箕灣開 | 每日筲箕灣開 | 每日筲箕灣開 |
| ------------ | ------------ | ------------ | ------------ | ------------ | ------------ |
| 00:10        | 00:27        | 00:45        | 01:05        | 01:25        | 01:45        |
| 02:05        | 02:25        | 02:45        | 03:05        | 03:25        | 03:45        |
| 04:05        | 04:25        | 04:45        | 05:05        | 05:25        | 05:45        |

| 每日美孚開 | 每日美孚開 | 每日美孚開 | 每日美孚開 | 每日美孚開 | 每日美孚開 |
| ---------- | ---------- | ---------- | ---------- | ---------- | ---------- |
| 00:10      | 00:25      | 00:45      | 01:05      | 01:25      | 01:45      |
| 02:05      | 02:25      | 02:45      | 03:05      | 03:25      | 03:45      |
| 04:05      | 04:25      | 04:45      | 05:05      | 05:25      | 05:45      |

- 註：有紅字班次為九巴派車，其餘班次為城巴派車。

## 收費
全程：$16.6
- 過紅磡海底隧道後往美孚／筲箕灣：$9.2

| - 本線設有12歲以下小童及65歲或以上長者半價優惠。 - 65歲或以上香港居民使用「樂悠咭」，以及12歲以下合資格殘疾兒童使用「殘疾人士身份」個人八達通繳付車資，均可享有每程$2.0或半價（以較低者為準）的票價優惠；12至64歲合資格殘疾人士使用「殘疾人士身份」個人八達通（包括「樂悠咭」），以及60至64歲香港居民使用「樂悠咭」繳付車資，均可享有每程$2.0或全費（以較低者為準）的票價優惠。 - 65歲或以上長者如使用長者或一般個人八達通繳付車資，則只可享有半價優惠；12至64歲合資格殘疾人士如不使用「殘疾人士身份」個人八達通，以及60至64歲人士如不使用「樂悠咭」繳付車資，必須繳付全費。 - 乘客可以現金或八達通於上車時付款，不設找續。 - 每位成人乘客可免費攜帶最多兩名4歲以下而不佔座位的兒童乘客乘車，超額之4歲以下小童必須繳付小童車費乘車。 - 持有「九巴月票」之乘客在車票有效期內，每日可享最多10程任何九龍巴士及龍運巴士路線（包括本路線，合資格車程只適用於九龍巴士／龍運巴士提供的班次；惟乘搭機場「A」及「NA」線則可享原價二七折優惠（不會計算每天10次合資格車程））；而B1線則可每日可享最多2程（不會計算每天10次合資格車程）。 - 九龍巴士、城巴、龍運巴士及陽光巴士全職員工及家屬（不包括外判職員）可免費乘搭本路線（陽光巴士員工及家屬只適用於九龍巴士提供的班次），惟必須拍職員或職員家屬八達通。 - 乘客亦可使用AlipayHK「易乘碼」、支付寶、WeChatHK／微信支付「搭車碼」、銀聯雲閃付「乘車碼」及BOC Pay「乘車碼」、具有感應式支付功能的JCB、卡美國運通、大來國際、Discover Card（只適用於九龍巴士／龍運巴士提供的班次）、VISA、Mastercard及銀聯卡，以及Apple Pay、Google Pay及Samsung Pay流動支付平台繳付車資。九巴班次的乘客使用上述付款方式，將只可享有與其他九巴路線／聯營路線九巴班次之轉乘優惠；城巴班次的乘客使用上述付款方式，將只可享有與其他城巴獨營路線或聯營線城巴班次之轉乘優惠。乘客亦不能享有「公共交通費用補貼計劃」及「長者及合資格殘疾人士公共交通票價優惠計劃」。 |

### 八達通轉乘優惠
N122←→N121，次程車資全免，轉乘時限為90分鐘
- N122往筲箕灣 ←→ N121往中環
- N121往牛頭角 ←→ N122往美孚

## 用車
現時九巴和城巴每晚各派出4輛巴士行走本線。九巴以Enviro 500 MMC（ATENU）及富豪B9TL（AVBWU）作主力用車，而城巴則主要派出12米Enviro 500、Enviro 500 MMC及富豪B9TL行走。

## 行車路線
筲箕灣開經：寶文街、望隆街、東喜道、愛禮街、愛賢街、愛秩序灣道、東喜道、未命名道、南安里、筲箕灣道、英皇道、康山道、英皇道、高士威道、伊榮街、邊寧頓街、怡和街、軒尼詩道、堅拿道巴士專線、堅拿道東、堅拿道西、堅拿道天橋、紅磡海底隧道、康莊道、漆咸道南、加士居道、彌敦道、長沙灣道、東京街、保安道、興華街、長沙灣道及荔枝角道。
美孚開經：長沙灣道、通州西街、青山道、欽州街、長沙灣道、彌敦道、加士居道、漆咸道南、康莊道、紅磡海底隧道、堅拿道天橋、堅拿道東、禮頓道、摩利臣山道、天樂里、軒尼詩道、怡和街、高士威道、英皇道、筲箕灣道、愛秩序灣道、東喜道、未命名道及南安街。

### 沿線車站

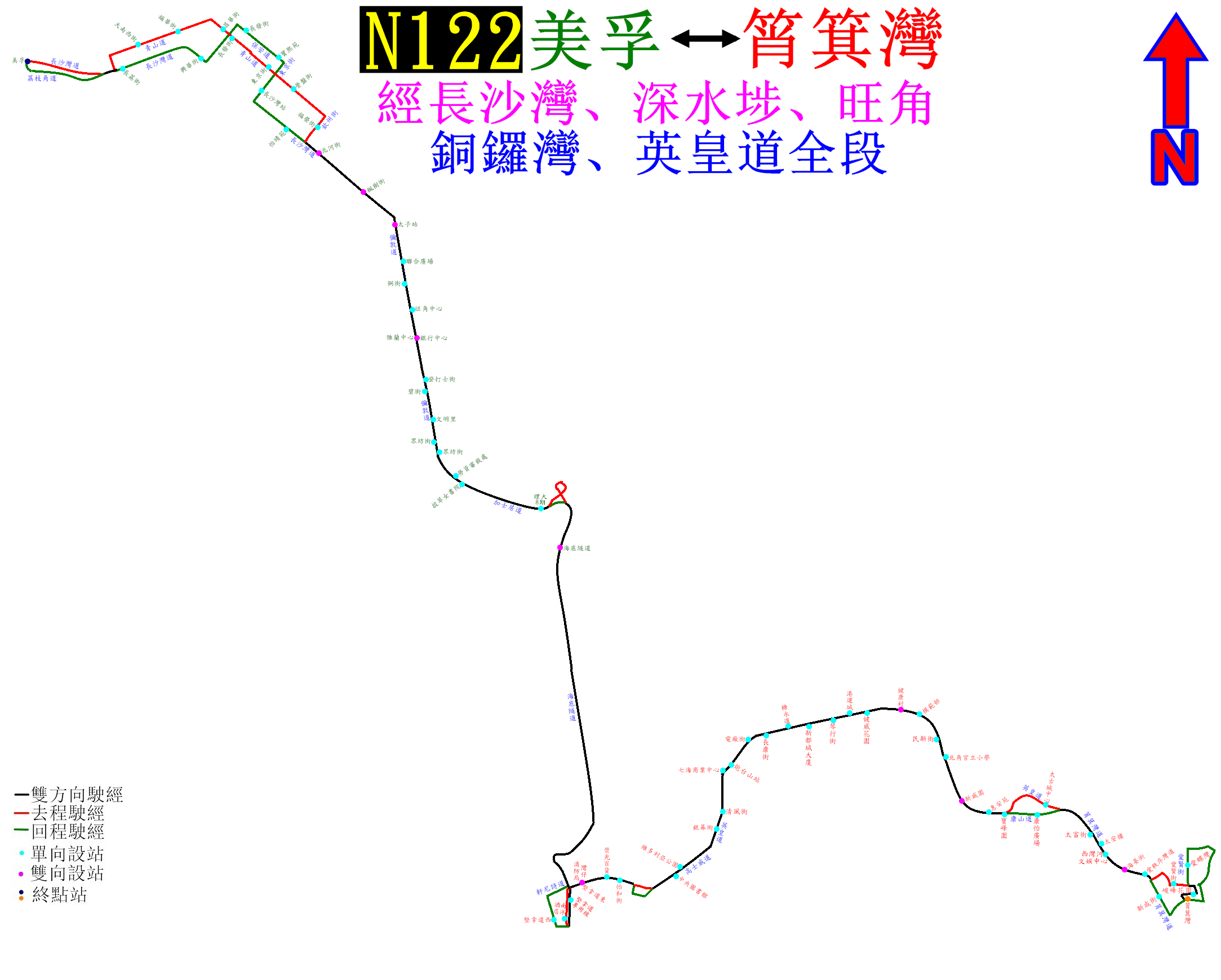
N122線的走線圖

| 筲箕灣開 | 筲箕灣開                      | 筲箕灣開           | 美孚開 | 美孚開                       | 美孚開             |
| 序號     | 車站名稱                      | 位置               | 序號   | 車站名稱                     | 位置               |
| -------- | ----------------------------- | ------------------ | ------ | ---------------------------- | ------------------ |
| 1        | 筲箕灣                        | 筲箕灣巴士總站     | 1      | 美孚巴士總站（T3）           | 美孚巴士總站（T3） |
| 2        | 愛蝶灣 （愛賢街）             | 愛賢街             | 2      | 大南西街                     | 青山道             |
| 3        | 峻峰花園                      | 東喜道             | 3      | 福華街                       | 青山道             |
| 4        | 新成街                        | 筲箕灣道           | 4      | 昌華街                       | 青山道             |
| 5        | 海晏街                        | 筲箕灣道           | 5      | 長發街                       | 青山道             |
| 6        | 西灣河文娛中心                | 筲箕灣道           | 6      | 東京街                       | 青山道             |
| 7        | 太富街                        | 筲箕灣道           | 7      | 營盤街                       | 青山道             |
| 8        | 康怡廣場                      | 康山道             | 8      | 福榮街                       | 欽州街             |
| 9        | 寶峰園                        | 英皇道             | 9      | 北河街（Y23）                | 長沙灣道           |
| 10       | 新威園                        | 英皇道             | 10     | 楓樹街                       | 長沙灣道           |
| 11       | 民新街                        | 英皇道             | 11     | 太子站（S2）                 | 彌敦道             |
| 12       | 健康村                        | 英皇道             | 12     | 水渠道 （聯合廣場）（S8）    | 彌敦道             |
| 13       | 健威花園                      | 英皇道             | 13     | 旺角站 （旺角中心）（S11）   | 彌敦道             |
| 14       | 琴行街                        | 英皇道             | 14     | 奶路臣街 （銀行中心）（S18） | 彌敦道             |
| 15       | 新都城大廈                    | 英皇道             | 15     | 登打士街（S25）              | 彌敦道             |
| 16       | 長康街                        | 英皇道             | 16     | 文明里（S32）                | 彌敦道             |
| 17       | 炮台山站                      | 英皇道             | 17     | 眾坊街（S36）                | 彌敦道             |
| 18       | 清風街                        | 英皇道             | 18     | 勞資審裁處                   | 加士居道           |
| 19       | 香港中央圖書館                | 高士威道           | 19     | 香港理工大學第八期           | 漆咸道南           |
| 20       | 怡和街                        | 怡和街             | 20     | 紅磡海底隧道轉車站（A4）     | 康莊道             |
| 21       | 堅拿道東                      | 軒尼詩道           | 21     | 南洋酒店                     | 摩理臣山道         |
| 22       | 堅拿道巴士專用線 （堅拿道東） | 堅拿道東           | 22     | 灣仔消防局                   | 軒尼詩道           |
| 23       | 堅拿道西                      | 堅拿道西           | 23     | 崇光百貨                     | 軒尼詩道           |
| 24       | 紅磡海底隧道轉車站（C1）      | 康莊道             | 24     | 維多利亞公園                 | 高士威道           |
| 25       | 拔萃女書院                    | 加士居道           | 25     | 銀幕街                       | 英皇道             |
| 26       | 眾坊街（N38）                 | 彌敦道             | 26     | 七海商業中心                 | 英皇道             |
| 27       | 碧街（N49）                   | 彌敦道             | 27     | 電廠街                       | 英皇道             |
| 28       | 奶路臣街 （雅蘭中心)（N60）   | 彌敦道             | 28     | 糖水道                       | 英皇道             |
| 29       | 弼街（N73）                   | 彌敦道             | 29     | 港運城                       | 英皇道             |
| 30       | 太子站（N78）                 | 彌敦道             | 30     | 健康村                       | 英皇道             |
| 31       | 楓樹街                        | 長沙灣道           | 31     | 模範邨                       | 英皇道             |
| 32       | 北河街（X8）                  | 長沙灣道           | 32     | 北角官立小學                 | 英皇道             |
| 33       | 怡靖苑（X13）                 | 長沙灣道           | 33     | 新威園                       | 英皇道             |
| 34       | 長沙灣站                      | 東京街             | 34     | 惠安苑                       | 英皇道             |
| 35       | 寶熙苑                        | 保安道             | 35     | 太古城中心                   | 英皇道             |
| 36       | 長發街                        | 保安道             | 36     | 太安樓                       | 筲箕灣道           |
| 37       | 興華街（X28）                 | 長沙灣道           | 37     | 海晏街                       | 筲箕灣道           |
| 38       | 長荔街（X45）                 | 長沙灣道           | 38     | 愛秩序灣道                   | 筲箕灣道           |
| 39       | 美孚巴士總站（T3）            | 美孚巴士總站（T3） | 39     | 愛賢街                       | 愛秩序灣道         |
|          |                               |                    | 40     | 筲箕灣                       | 筲箕灣巴士總站     |

## 外部連結
九巴
- 過海隧道巴士N122線 （页面存档备份，存于）

城巴
- 過海隧道巴士N122線[]
- 過海隧道巴士N122線路線圖 （页面存档备份，存于）